# Štefan Luby (1941)
Štefan Luby (* 6. května 1941, Bratislava) je slovenský vědec z oboru elektrotechniky, v letech 1995–2009 předseda Slovenské akademie věd, od roku 2009 předseda vědecké rady SAV.